# Vladykino (anello centrale di Mosca)
Vladykino (in russo Владыкино?) è una stazione dell'anello centrale di Mosca inaugurata nel 2016. La fermata serve i quartieri di Otradnoe e Marfino nel distretto amministrativo nord-orientale della capitale russa.
A poca distanza della stazione si trova l'omonima fermata posta sulla linea 9 della metropolitana.
Nel 2017, la stazione era mediamente frequentata da 37.000 passeggeri giornalieri.

## Galleria d'immagini

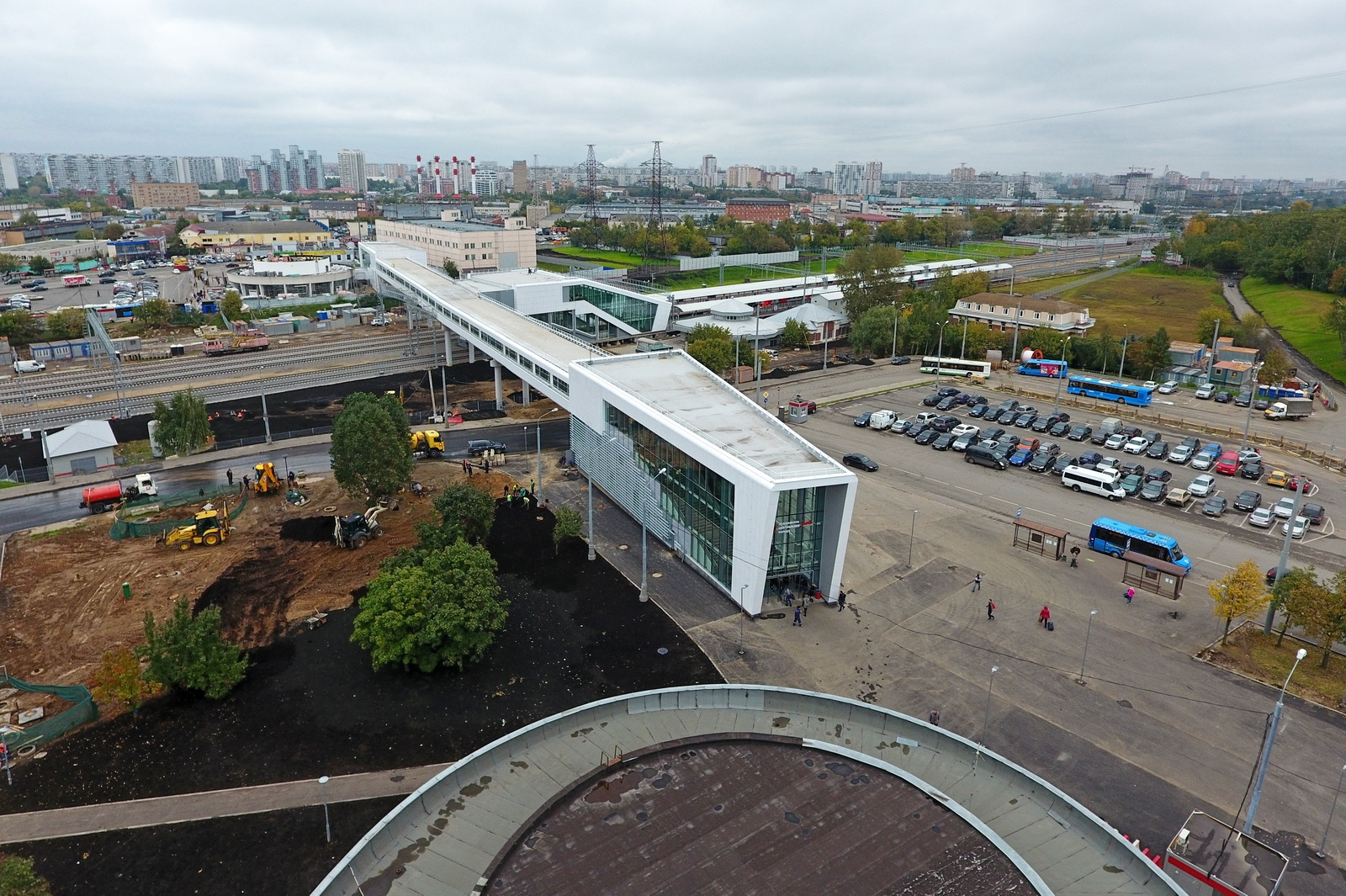
Veduta aerea della stazione
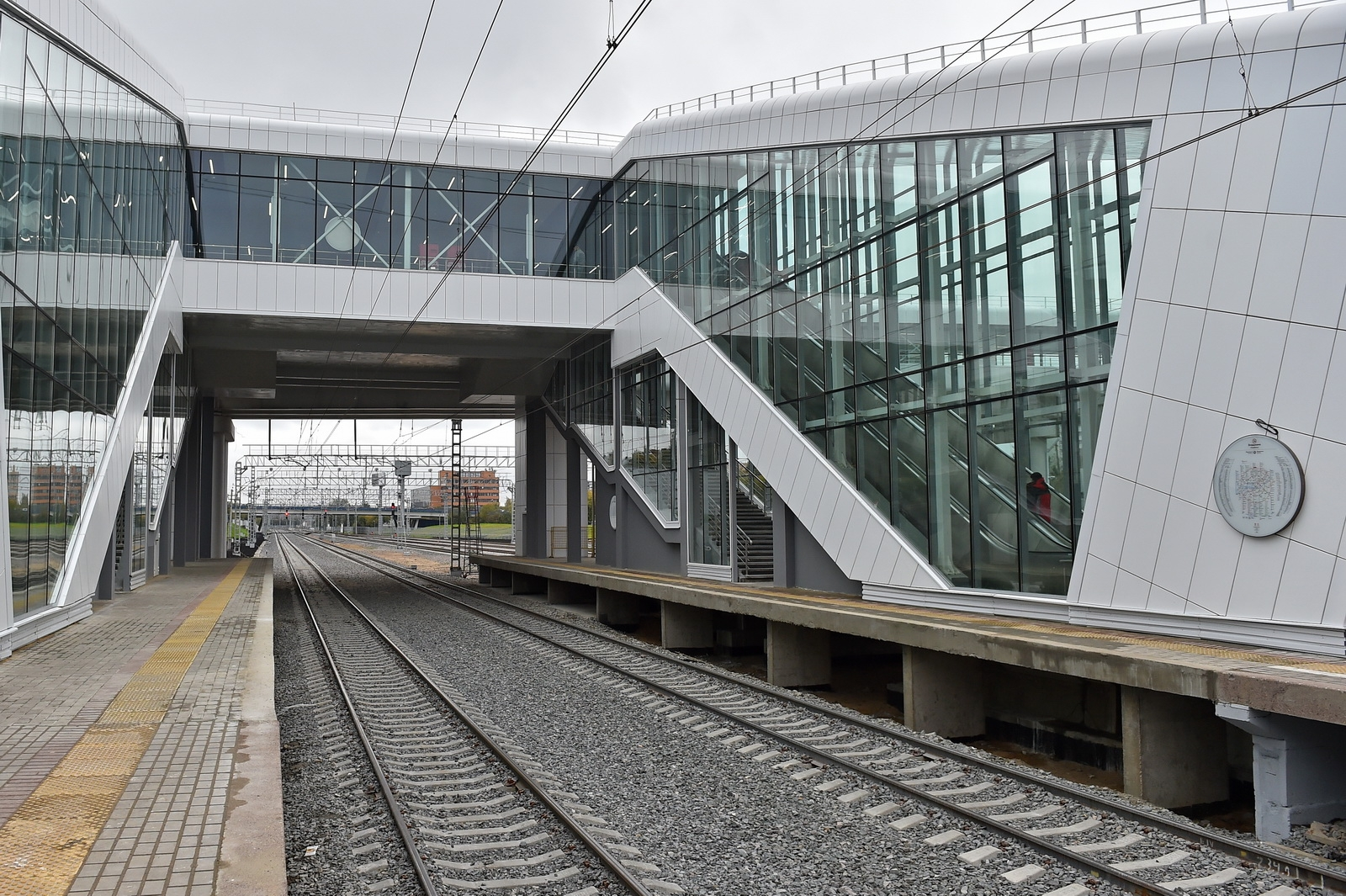
Veduta della stazione dai binari